# Caixa Geral de Depósitos
Caixa Geral de Depósitos (CGD) er en portugisisk statsejet bank, der blev etableret i Lissabon i 1876.
CGD driver bank i 23 lande på fire kontinenter.